# Josef Rheinberger
Josef Gabriel Rheinberger (ur. 17 marca 1839 w Vaduz, zm. 25 listopada 1901 w Monachium) – liechtensteiński kompozytor i organista specjalizujący się w utworach religijnych.
Już jako siedmioletni chłopiec grał na organach w kościele w swoim rodzinnym mieście, pierwszy utwór skomponował rok później.
Był bardzo uniwersalnym kompozytorem, twórcą m.in. czternastu mszy, trzech requiem, dwóch Stabat Mater, licznych kantat, motetów, hymnów i pieśni. Komponował dzieła organowe, kameralne i przeznaczone na orkiestrę, a także na chór. Tworzył również muzykę sceniczną, m.in. trzy opery i trzy singspiele.
Uchodził też za cenionego pedagoga, nauczał kompozycji w Konserwatorium Monachijskim, jego uczniami byli m.in. Engelbert Humperdinck, Ermanno Wolf-Ferrari i Wilhelm Furtwängler.

## Odznaczenia
- Kawaler Orderu Świętego Grzegorza Wielkiego (Watykan, 1879)[2]
- Order Maksymiliana za Naukę i Sztukę (Bawaria, 1888)[2][3]
- Komandor Orderu Zasługi Korony Bawarskiej (Bawaria, 1895)[2]